# Крослейк (Міннесота)
Крослейк (англ. Crosslake) — місто (англ. city) в США, в окрузі Кроу-Вінг штату Міннесота. Населення — 2394 особи (2020).

## Географія
Крослейк розташований за координатами 46°40′39″ пн. ш. 94°6′5″ зх. д. / 46.67750° пн. ш. 94.10139° зх. д. (46.677460, -94.101479).  За даними Бюро перепису населення США в 2010 році місто мало площу 95,55 км², з яких 66,66 км² — суходіл та 28,89 км² — водойми.

## Демографія
Згідно з переписом 2010 року, у місті мешкала 2141 особа в 1027 домогосподарствах у складі 651 родини. Густота населення становила 22 особи/км².  Було 2799 помешкань (29/км²).
Расовий склад населення:
| - 98,5 % — білих - 0,3 % — корінних американців - 0,3 % — чорних або афроамериканців - 0,1 % — азіатів |

До двох чи більше рас належало 0,7 %. Частка іспаномовних становила 0,2 % від усіх жителів.
За віковим діапазоном населення розподілялося таким чином: 16,1 % — особи молодші 18 років, 49,9 % — особи у віці 18—64 років, 34,0 % — особи у віці 65 років та старші. Медіана віку мешканця становила 56,1 року. На 100 осіб жіночої статі у місті припадало 99,7 чоловіків;  на 100 жінок у віці від 18 років та старших — 100,1 чоловіків також старших 18 років.
Середній дохід на одне домашнє господарство  становив 91 611 долар США (медіана — 64 012), а середній дохід на одну сім'ю — 107 236 доларів (медіана — 78 333). Медіана доходів становила 50 662 долари для чоловіків та 42 171 долар для жінок. За межею бідності перебувало 4,4 % осіб, у тому числі 2,1 % дітей у віці до 18 років та 2,1 % осіб у віці 65 років та старших.
Цивільне працевлаштоване населення становило 877 осіб. Основні галузі зайнятості: освіта, охорона здоров'я та соціальна допомога — 20,3 %, виробництво — 14,3 %, мистецтво, розваги та відпочинок — 12,2 %, роздрібна торгівля — 10,1 %.